# علي أرجوشقن
علي أرجوشْقُن (بالتركية: Ali Ercoşkun)‏, (ولد: 19 يونيو 1971, في كارابوق، تركيا) سياسي تركي. ونائب سابق في البرلمان التركي لأكثر من دورة ممثلا عن حزب العدالة والتنمية.